# ココカラファインヘルスケア
株式会社ココカラファイン ヘルスケア（Cocokara fine Healthcare Inc.）は、神奈川県横浜市港北区新横浜三丁目に本社を置くドラッグストアチェーンを展開する企業である。マツモトキヨシと共に、マツキヨココカラ&カンパニーグループにおける中枢企業の一社を担う。
本項では統合時の存続会社となったセガミメディクス株式会社についても述べる。

## 概要
セガミメディクスは近畿圏（和歌山県を除く）と山陽地方を中心に、東は千葉県、南は沖縄県まで393店舗を展開していた（関東地区、関西・中部地区、九州・沖縄地区、中国・四国地区の4つに分けて展開）。一時、香港にも店舗を持っていた。日本チェーンドラッグストア協会正会員であると共にWINグループに参加していた。ドラッグストアチェーンの中では調剤に強く、上場企業の中では第1位に位置した。
2007年2月には創業70周年を迎え、同年7月には関東進出40周年を迎えた。
2008年4月に、同じWINグループに参加しているセイジョーと、共同持株会社・ココカラファイン ホールディングスを設立（2010年10月にアライドハーツ・ホールディングスとの合併によりココカラファイン（現・ココカラファイングループ）に商号変更）。当社はココカラファインHDの完全子会社となった。また、九州地方に展開するドラッグイレブンと業務提携し、同社への製品供給やPET/CT検査紹介業務を行っていた（同社は2020年5月にツルハホールディングスの子会社となったため、製品供給先が変更となった）。
2013年4月にセイジョー、ライフォート、ジップドラッグ、スズラン薬局、メディカルインデックスの5社を吸収合併し、ココカラファインヘルスケアに商号変更。さらに、同年10月にコダマとくすりのえびなを吸収合併した。

## 沿革
本項ではセガミメディクスからココカラファインヘルスケアまでの沿革を述べる。セイジョー、ライフォート、ジップドラッグ、スズラン薬局の沿革は各記事を参照のこと。
- 1937年2月 - 創業者・瀬上留治郎が、大阪市東成区大今里において、合名会社セガミ製薬所を設立。
- 1953年8月 - チェーン店1号店（布施一店、東大阪市）を開店。
- 1954年3月 - 組織変更し、株式会社セガミ製薬所に商号変更。
- 1967年7月 - 関東地方に進出（吉祥寺店）。
- 1970年7月 - 中国地方に進出（水島店）。
- 1971年9月 - 株式会社セガミ製薬に商号変更。
- 1976年5月 - 九州進出（飯塚店）。
- 1977年7月 - 中部地方に進出（岡崎店）
- 1982年11月 - 調剤専門店1号店（日本橋店）を開店
- 1983年1月 - セガミメディクス株式会社に商号変更。
- 1985年10月 - 四国進出（高松常盤町店）。
- 1987年2月 - 香港進出（瀬上薬房有限公司設立、1993年10月解散）。
- 1988年7月 - 本社を現在地に移転。
- 2001年4月 - 都市型店舗・パワードラッグス1号店開店
- 2003年4月 - ドラッグストアグループのWINグループを結成。
- 2004年
  - 2月 - ジャスダック市場に店頭公開。
  - 10月 - ジャスダックの証券取引所化に伴い、ジャスダック市場に株式上場。
- 2006年
  - 1月 - プライバシーマークを取得。
  - 9月 - 調剤医薬品の仕入業務の効率化・合理化を図るため、メディカルシステムネット・エムエムネットと業務提携する。
- 2007年
  - 5月 - 山口県内でドラッグストア・調剤薬局を展開している國廣薬品（本社：山口県周南市）を子会社化。
  - 10月 - 調剤薬局チェーンのファーマホールディング（北海道札幌市中央区）へ商品供給や経営ノウハウなどの営業支援を開始。
- 2008年
  - 4月 - セイジョーと経営統合し、共同持株会社ココカラファイン ホールディングス（現・ココカラファイングループ）を設立。セガミメディクスは上場廃止。
  - 8月 - ドラッグイレブン（福岡県）と業務提携[注 1]。
  - 10月 - 当社の卸業務を通じてドラッグイレブンへの製品供給を開始[注 1]。
  - 11月 - イレブン（大阪府堺市南区、ドラッグイレブンとは無関係、現在のウエルシア薬局）とPET/CT検査紹介業務で提携し、イレブン店舗での業務を開始。
- 2009年
  - 4月1日 - 完全子会社の國廣薬品を略式吸収合併、岡山県にドラッグストア・調剤薬局を展開する金光薬品（本社：岡山県倉敷市）と業務提携[注 2]。
  - 5月1日 - 業務提携先のドラッグイレブンにてPET/CT紹介業務を開始。
  - 5月11日 - 中国・四国地方の店舗運営業務を管轄する第四営業部を開設。
  - 10月27日 - シスメックスが開発した健康管理支援サービス「タッチで続ける健康日誌」を導入した健康支援サービスを大阪府内の3店舗で開始。
  - 12月6日 - 子会社のセガミコーポレーション関西、セガミコーポレーション九州を清算。
- 2010年3月 - 終末期医療に対応した次世代型調剤薬局（阪神尼崎店）をオープン。
- 2012年
  - 2月 - ソフトバンクモバイル（現・ソフトバンク）の公衆無線LANサービス「ソフトバンクWi-Fiスポット」をドラッグストア店舗全店へ導入開始。
  - 4月16日 - ココカラファイン運営のネットショップ「ココカラファイン.ネット セガミ店」をオープン。
  - 8月31日 - 親会社の社名を冠した「ココカラファイン苅田店（福岡県）」をオープン。
- 2013年
  - 4月1日 - 当社を存続会社としてグループ内の販売子会社5社（セイジョー・ジップドラッグ・ライフォート・スズラン薬局・メディカルインデックス）を吸収合併し、株式会社ココカラファインヘルスケアに商号変更[1]。
  - 8月9日 - 「ココカラファインイータウン砺波店」のオープンにより富山県に進出（現在は閉店）。
  - 10月1日 
    - 株式会社コダマ（新潟市西区）と有限会社くすりのえびな（北海道栗山町）を吸収合併し、当社店舗に組み入れる。
    - 三菱UFJニコス、ジェーシービー、三井住友カード、楽天Edyとの業務提携により、交通系電子マネー（Kitaca・Suica・PASMO・TOICA・manaca・ICOCA・SUGOCA・nimoca・はやかけん）、楽天Edy、nanaco、iD、QUICPay、PiTaPaの全14種類の電子マネーを当社店舗に一斉導入（ただし、商業施設（空港や駅ビルも含む）内に出店する店舗では、入居する商業施設等が導入している電子マネーのみ利用可能の場合があり、逆にWAONやunikoなどの利用が可能な店舗もある。また、PiTaPaは関西地区などの一部店舗のみ利用可能であり関西以外の地域ではほとんど利用不可となる）。なお、一部の店舗に限られていたWAONは2019年12月13日までに全店舗への導入を完了し、利用が可能となる。
- 2014年8月 - 株式会社光慈堂を吸収合併。
- 2015年4月24日 - 「ココカラファインラスパ白山店」のオープンにより石川県に進出（現在は閉店）。
- 2016年
  - 6月1日 - 株式会社神戸マルゼンから兵庫県の調剤薬局1店舗の事業を譲り受ける[2]。
  - 9月1日 - 東洋薬品株式会社から北海道の調剤薬局1店舗の事業を譲り受ける[3]。
  - 10月1日 - グループ会社のココカラファインOECを吸収合併。
- 2017年
  - 10月1日 -
    - イズミヤから大阪府・京都府・奈良県の調剤薬局6店舗の事業を譲受[4]。譲り受けた店舗の一部は「ココカラファイン薬局」へ転換。
    - グループ会社の株式会社シニアコスモスを吸収合併（なお、介護事業は同じグループ会社の株式会社ファインケアへ継承された）。

  - 12月1日 - 有限会社タツオカから東京都と神奈川県の調剤薬局2店舗の事業を譲り受ける[5]。
- 2018年
  - 1月30日 - インコム・ジャパン株式会社が開発したシステムの導入に伴い、モバイル決済サービス「LINE Pay」の取り扱いを開始（一部店舗を除く）[6]。
  - 4月1日 - グループ会社の有限会社東邦調剤、有限会社古志薬局、株式会社ココカラファインネクストの3社を吸収合併。これにより、「東邦薬局」と「フリーダム」を当社の店舗ブランドに組み入れる。
  - 8月7日 - インターネットサイト「ココカラクラブ」で購入した商品を店頭で受け取る店舗受取サービスを開始（神奈川県の一部店舗から順次開始、「ココカラクラブ」会員限定のサービスのため、利用には会員登録が必要）[7]。
- 2019年
  - 4月1日 - グループ会社の有限会社ケイエスを吸収合併。これにより、千葉県内の調剤薬局3店舗（しんせい薬局・おゆみ野みどりヶ丘薬局・はるのみち薬局）の運営を引き継ぐ。
  - 6月1日 - モバイル決済サービス「PayPay」の取り扱いを開始（一部店舗を除く）。開始当初は店頭に設置されたQRコードをスマートフォンのカメラ機能で読み取り、ユーザー自身で金額を入力することで支払いが完了する「スキャン支払方式」だった[8]。
  - 9月14日 - NTTドコモが運営するモバイル決済サービス「d払い」の取り扱いを開始[9]。
  - 10月30日 - 楽天ペイメントが運営する共通ポイントサービス「楽天ポイント」の取り扱いを開始（一部の店舗を除く。「ココカラクラブカード」との同時提示及びポイント付与は不可で、どちらか1つのカード又はアプリを選択する）[10]。
  - 12月3日 - 楽天ペイメントが運営する「楽天ペイ（アプリ決済）」、メルペイが運営する「メルペイ」、ゆうちょ銀行が運営する「ゆうちょPay」、みずほ銀行が運営する「J-Coin Pay」、Origamiが運営する「Origami Pay」の5種類のQR・バーコード決済サービスを一斉導入。また、一斉導入に伴ってスマートフォンに表示されたバーコードを提示し、店員がPOSレジで読み取って支払いを完了する「バーコード読み取り方式」に統一され、既に導入されている「PayPay」もこの方式に変更された[11]。
- 2020年
  - 4月1日 - 有限会社フライトを吸収合併[12]。
  - 6月1日 - 有限会社ユーエス・ケミカルより調剤事業の一部（千葉県の調剤薬局1店舗）を譲り受ける[13]。
  - 7月1日 - NTTドコモが運営するポイントサービス「dポイント」の取り扱いを開始（一部の店舗を除く。当時は「楽天ポイント」同様に「ココカラクラブカード」との同時提示及びポイント付与は不可で、付与するカード（またはアプリ）を選択することになっていた）[14]。
  - 8月3日 - 有限会社クレストファーマシーより東京都の調剤薬局1店舗の事業を譲り受ける[15]。
  - 9月1日 - 株式会社ファーマテックより愛知県の調剤薬局1店舗の事業を譲り受け[16]、大阪府で調剤薬局1店舗を展開する有限会社寿の全株式を取得して子会社化する[17]。
  - 12月1日 - 有限会社ルーカスより兵庫県の調剤薬局2店舗[18]、日本メディケア株式会社より東京都の調剤薬局1店舗[19]の計3店舗の事業を譲り受ける。有限会社寿を吸収合併[20]。
- 2021年
  - 4月1日 - 株式会社福永薬局を吸収合併[21]。
  - 10月1日 - 吸収分割により、本部機能を株式会社マツキヨココカラ&カンパニー（旧・マツモトキヨシホールディングス）へ、営業企画・運営支援機能等を株式会社MCCマネジメントへそれぞれ承継[22]。
- 2022年
  - 2月1日 - 有限会社薬宝商事を吸収合併[23]。
  - 4月1日 - グループ会社の株式会社フタツカホールディングス並びにその子会社の株式会社大新堂、株式会社メディカルプラス[24]、及び、同じくグループ会社の雅ファーマシー株式会社[25]の計4社を吸収合併。「フタツカ薬局」が当社の店舗ブランドに組み込まれ、「わたなべ調剤薬局」の運営を引き継ぐ。
  - 7月1日 - 株式会社小石川薬局[26]、株式会社リバティ[27]、有限会社ウェル・サポート[28]、株式会社中川調剤薬局[29]、有限会社メディカル・サポート[30]、株式会社マリン薬局[31]、株式会社メディス[32]、有限会社イー・ウェル[33]及び有限会社ベル・ファーマシー[34]の計9社を吸収合併。
  - 10月1日 - 株式会社マザーツリー及び有限会社フォーツリーズを吸収合併[35]。
  - 10月31日 - この日をもって「楽天ポイント」の取り扱いを終了。
  - 11月1日 - 「dポイント」の進呈条件が一部変更され、ポイント付与率を従来の税抜200円につき1ポイントから税抜100円につき1ポイントに引上げ、さらに、「ココカラクラブカード」との同時提示によるダブルのポイント付与を開始[36]。
- 2023年
  - 4月30日 - Visaプリペイドの利用終了に伴い、この日をもって「ココカラクラブカード」の新規発行を終了（既に保有している場合はポイントカードとして継続）。
  - 6月1日 - マツモトキヨシグループの「マツキヨポイント」と統合され、「マツキヨココカラポイント」へ改名。新たなポイントカードである「マツキヨココカラポイントカード」の新規入会受付も順次開始される。
- 2024年8月1日 - 「マツキヨココカラメンバーズクレジットカード」の申込受付を開始。

## 店舗展開

### 店舗ブランド
合併前の各会社が展開していた店舗ブランドはそのまま当社の店舗ブランドとして引き継がれる。この為、地域により展開する店舗ブランドが異なるほか、複数の店舗ブランドが存在する地域もある。なお、従来からの店舗ブランドのみで出店している地域もあり、群馬県は「セイジョー」のみとなる。
合併後に新規開業する店舗は2012年5月から合併前の各会社（メディカルインデックスを除く）で実験店（パイロットショップ）として展開していた「ココカラファイン」の店舗ブランドで展開される。
また、2013年6月より従来からの屋号で営業している店舗にも、店舗入口などに「ココカラファイン」ロゴの看板が順次掲げられている。なお、従来からの屋号で営業している店舗の一部は改装のタイミングで「ココカラファイン」に屋号変更している店舗があり、宮城県・山形県・福島県・山梨県・長野県・佐賀県においては「ココカラファイン」への店舗ブランド統一を完了している。
カッコ内は2022年5月時点のブランドごとの店舗数（セイジョー・ジップドラッグ・ジップファーマシーは派生業態を含む）
- ココカラファイン（804店舗）

展開地域：北海道、宮城県、山形県、福島県、茨城県、栃木県、埼玉県、千葉県、東京都、神奈川県、新潟県、山梨県、長野県、岐阜県、静岡県、愛知県、三重県、滋賀県、京都府、大阪府、兵庫県、奈良県、和歌山県、鳥取県、島根県、岡山県、広島県、山口県、徳島県、香川県、愛媛県、高知県、福岡県、佐賀県、長崎県、熊本県、大分県、沖縄県
- ココカラファイン薬局（256店舗）

展開地域：北海道、宮城県、栃木県、埼玉県、千葉県、東京都、神奈川県、新潟県、岐阜県、静岡県、愛知県、三重県、滋賀県、京都府、大阪府、兵庫県、奈良県、島根県、広島県、山口県、福岡県、長崎県
- セイジョー（87店舗）

展開地域：茨城県、群馬県、埼玉県、千葉県、東京都、神奈川県、静岡県
- セイジョー薬局（8店舗）

展開地域：埼玉県、東京都、神奈川県
- ドラッグセガミ（79店舗）

展開地域：埼玉県、千葉県、東京都、神奈川県、愛知県、大阪府、兵庫県、奈良県、岡山県、広島県、山口県、徳島県、香川県、愛媛県、福岡県、長崎県、熊本県、大分県、沖縄県
福岡県の長住店は「セガミ薬品」の屋号となる
- パワードラッグワンズ（5店舗）

展開地域：埼玉県、大阪府、香川県、愛媛県、高知県
- セガミ薬局（29店舗）

展開地域：埼玉県、千葉県、東京都、大阪府、兵庫県、奈良県、岡山県、福岡県、熊本県
- ジップドラッグ（69店舗）

展開地域：岐阜県、静岡県、愛知県、三重県、滋賀県、奈良県、和歌山県
店舗によっては「ジップドラッグ白沢」・「ジップドラッグ東洋」・「ジップドラッグシーズ」・「白沢ドラッグ」・「ファミリードラッグ シーズ」・「アーパス」の屋号の店舗もある
- ジップファーマシー（10店舗）

展開地域：岐阜県、愛知県、奈良県
愛知県内の2店舗は「シーズ調剤薬局」、奈良県は「東洋薬局」で、残りの店舗は「ジップファーマシー白沢」
- ライフォート（55店舗）

展開地域：京都府、大阪府、兵庫県
- ライフォート薬局（9店舗）

展開地域：京都府、大阪府、兵庫県
- マルゼン（4店舗）

展開地域：大阪府、兵庫県
- マツノキ（1店舗）

展開地域：京都府
- ホップス（3店舗）

展開地域：京都府
- 神薬堂/シンヤクドー（10店舗）

展開地域：鳥取県、島根県
鳥取県の倉吉昭和店のみカタカナ表記の「シンヤクドー」、それ以外の店舗は漢字表記の「神薬堂」
- スズラン薬局（2店舗）

展開地域：北海道
- くすりのコダマ（19店舗）

展開地域：新潟県
- コダマ調剤薬局（1店舗）

展開地域：新潟県
- 東邦薬局（10店舗）

展開地域：栃木県、千葉県、東京都、神奈川県、京都府、岡山県
- フリーダム（6店舗）

展開地域：鳥取県
- フタツカ薬局（62店舗）

展開地域：滋賀県、大阪府、兵庫県、和歌山県
- パシフィック薬局（3店舗）

展開地域：北海道
- オーツカ薬局（7店舗）

展開地域：京都府
うち2店舗は「オーツカ」の屋号がない店舗
- ひまわり薬局（4店舗）

展開地域：愛知県
うち1店舗は「ひまわり」の屋号がない店舗
- ほんべ薬局（5店舗）

展開地域：京都府
- その他屋号の薬局（16店舗）

調剤薬局を運営する企業からの事業譲受や吸収合併によって屋号ごと引き継いでいる関係から、上記のいずれの店舗ブランドにも属さない調剤薬局が存在しており、北海道には「メロディー薬局」と「はーぶ薬局」、東京都には「アルプス薬局」2店舗と「泰洋薬局」・「泰平薬局」・「わたなべ調剤薬局」、千葉県には「しんせい薬局」・「おゆみ野みどりヶ丘薬局」・「はるのみち薬局」、大阪府には「コトブキ薬局」と「深阪矢谷薬局」、兵庫県には「みやこ調剤薬局」・「調剤薬局ルーカス」・「サンビル調剤薬局」・「ひかり薬局」がある

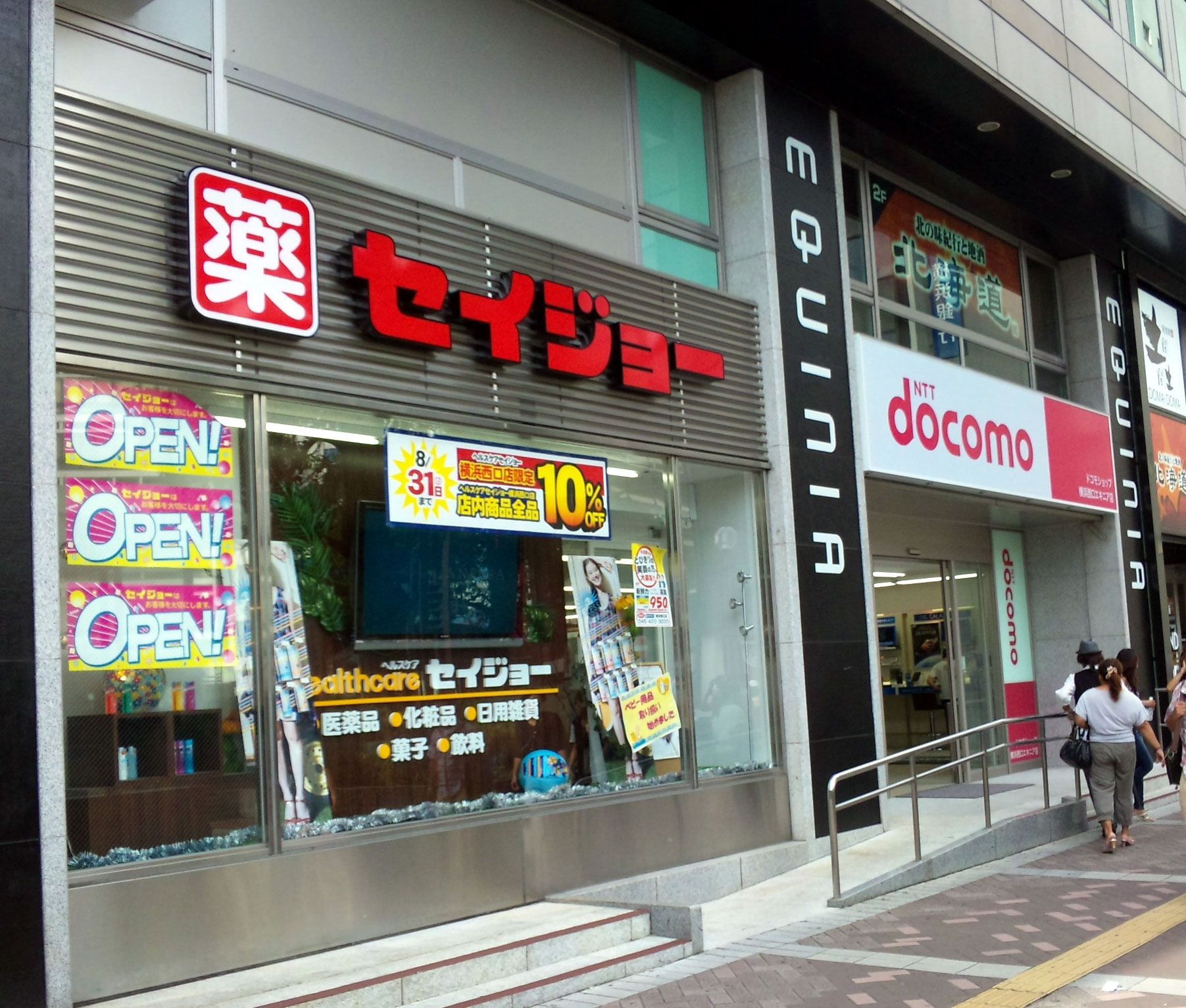
セイジョー横浜西口店 （神奈川県横浜市西区）
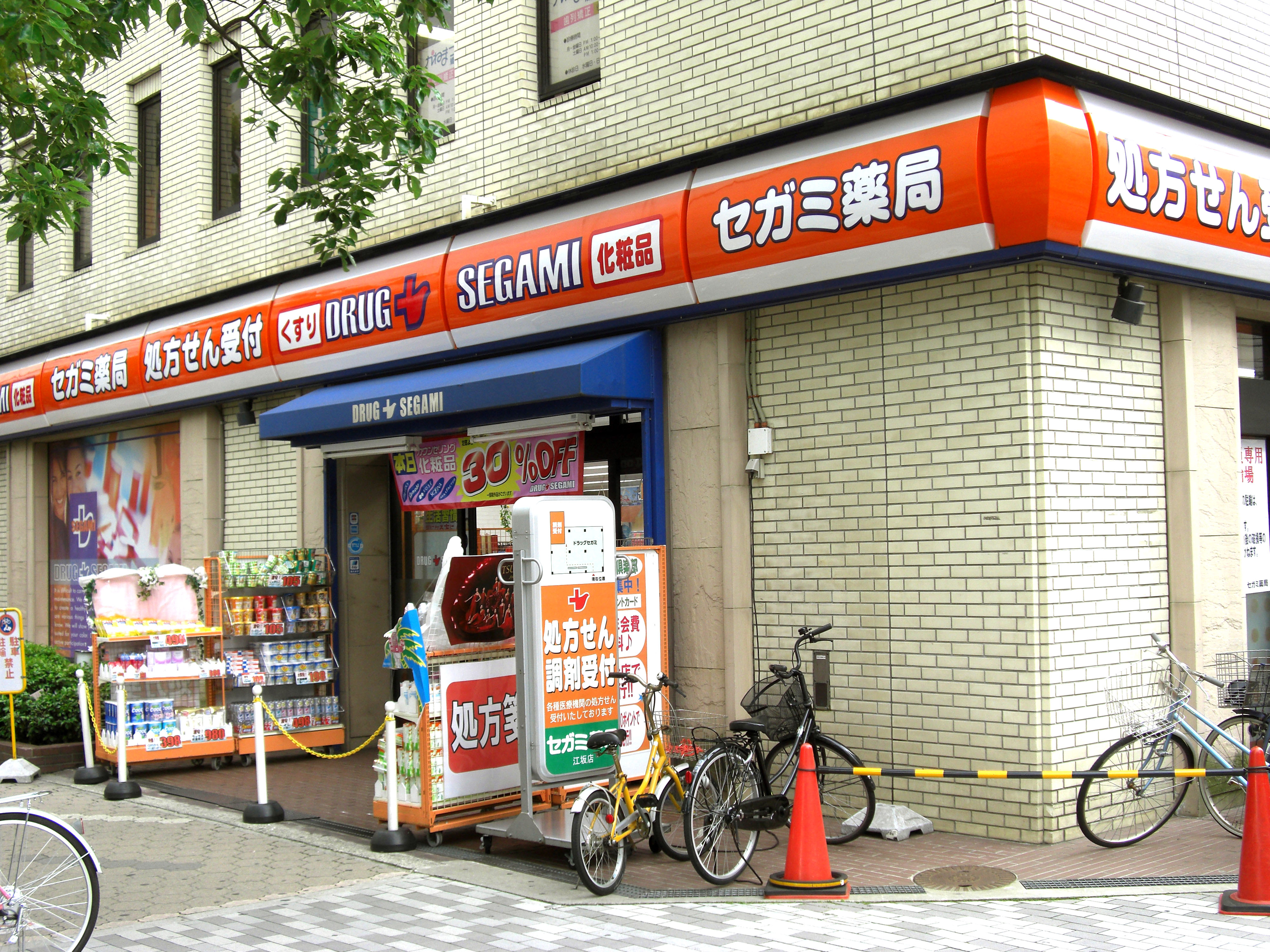
セガミ薬局江坂店 （現・ココカラファイン薬局江坂店、 大阪府吹田市）
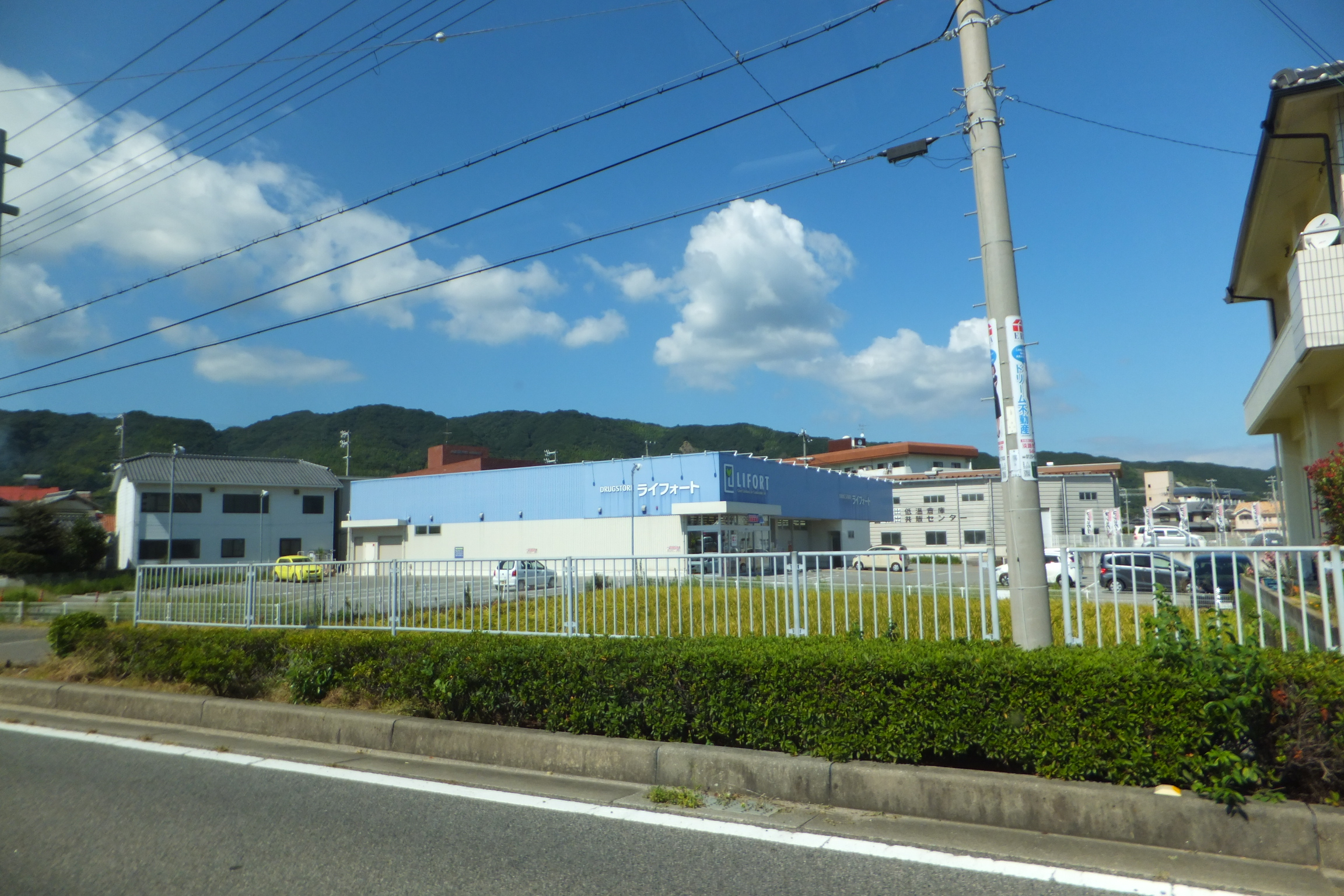
ライフォート東浦店 （現・ココカラファイン東浦店、 兵庫県淡路市）
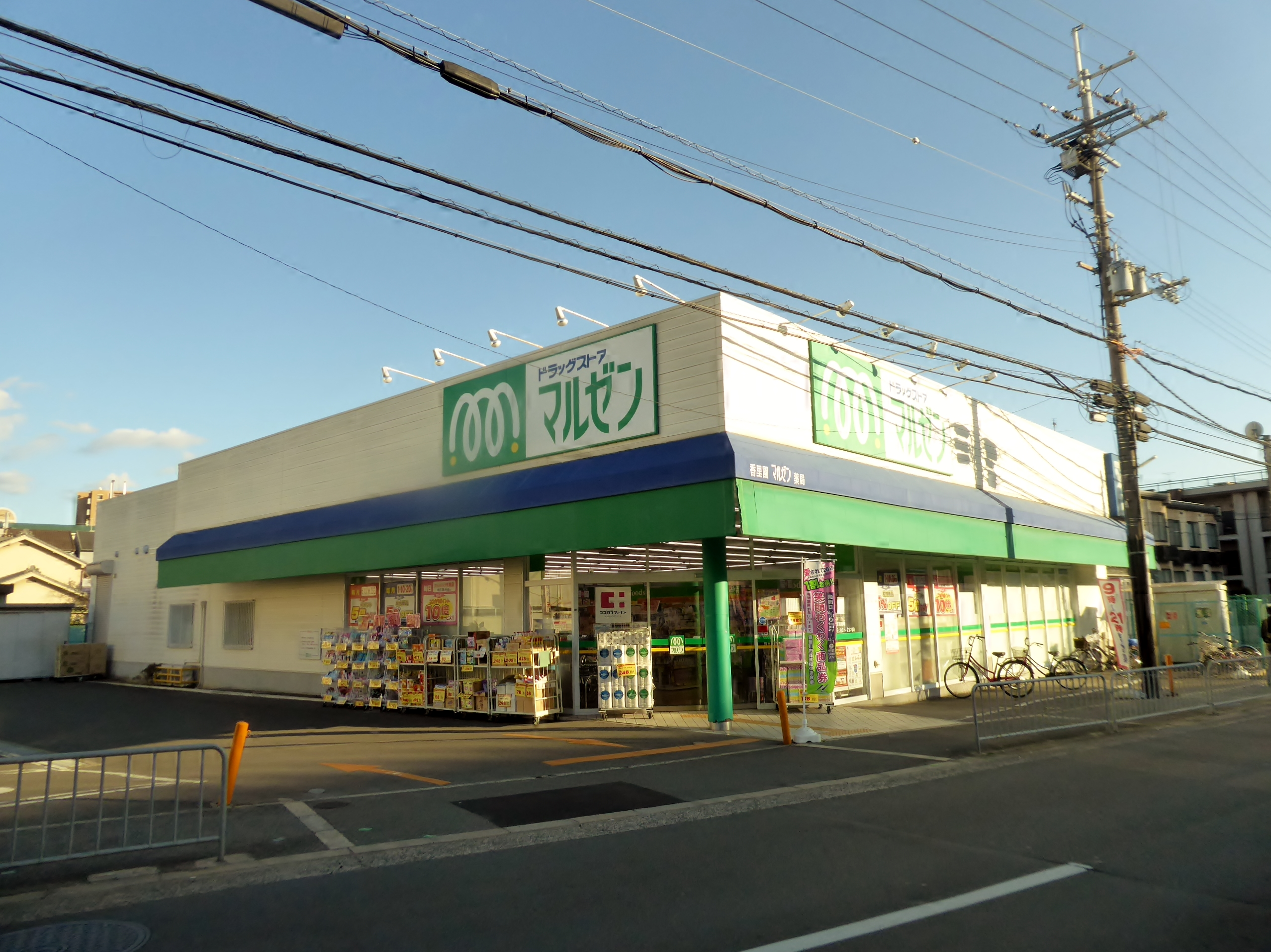
マルゼン香里園店 （大阪府寝屋川市）
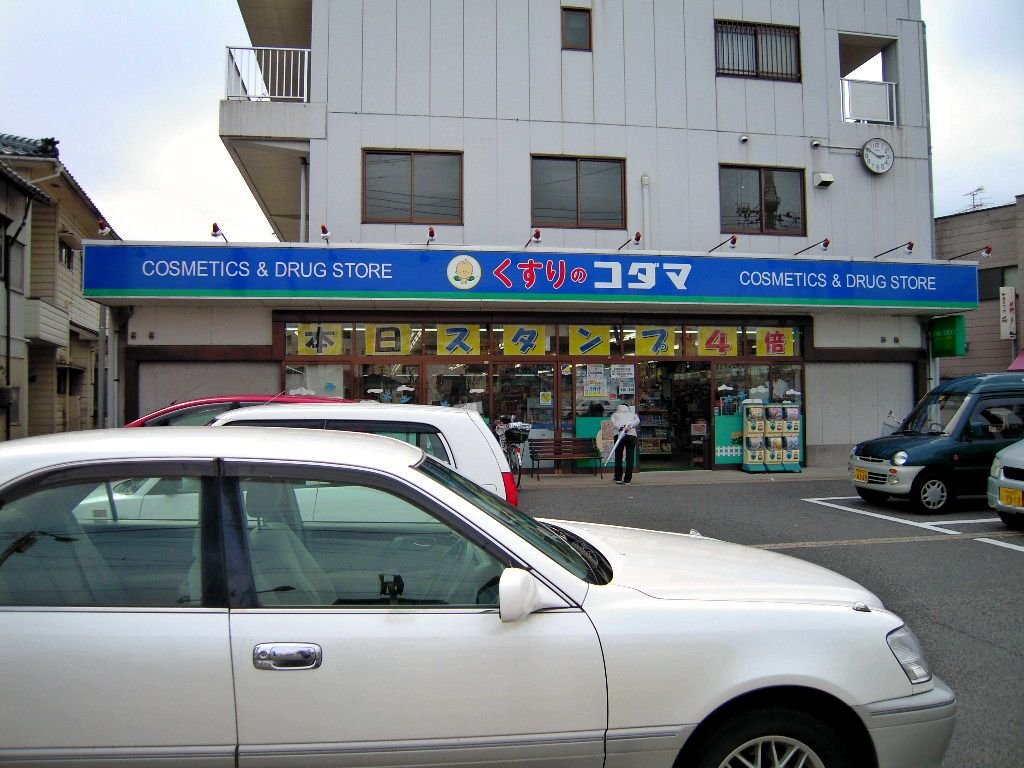
くすりのコダマ五泉店 （新潟県五泉市）
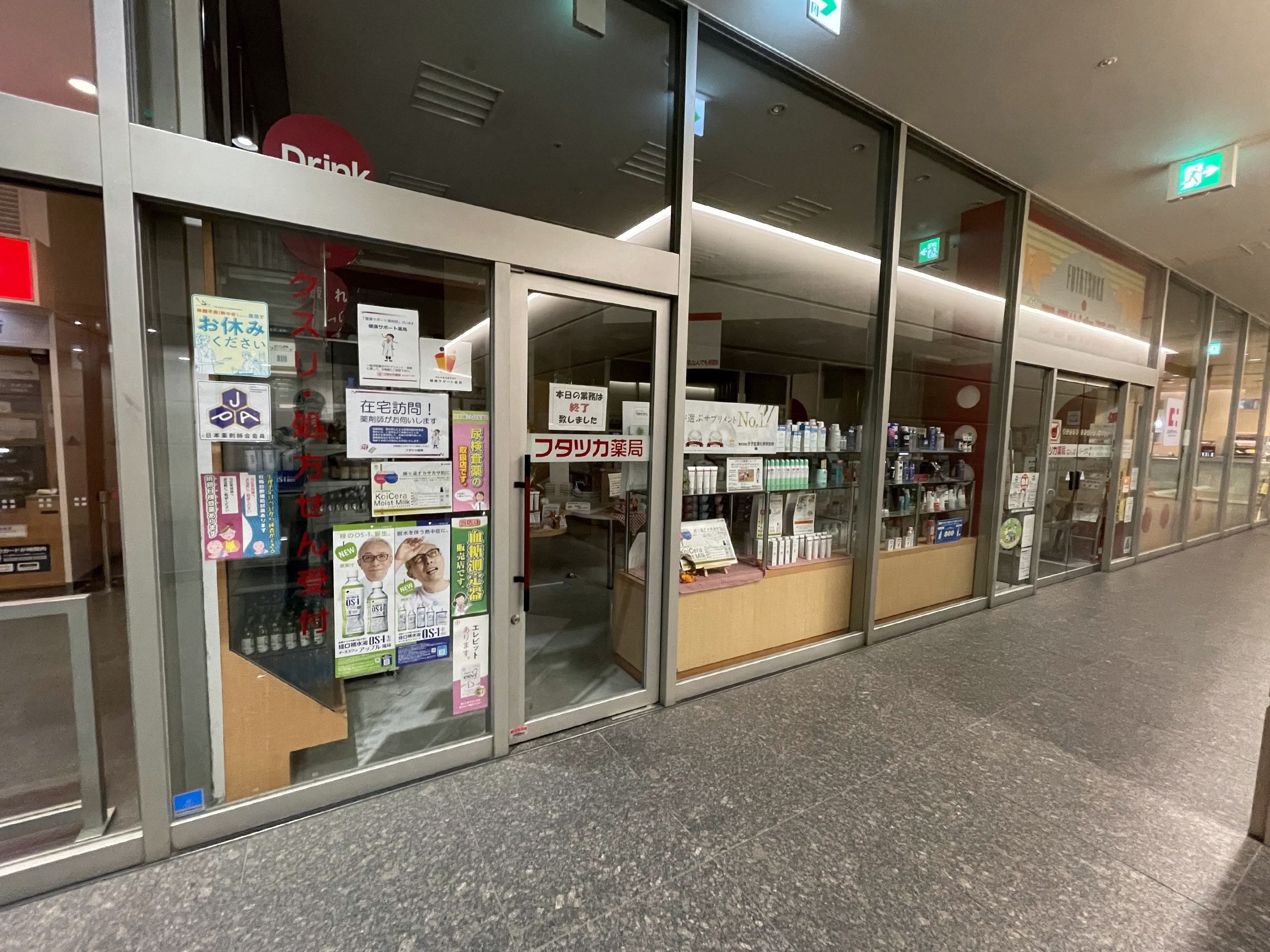
フタツカ薬局なんばパークス店（大阪府大阪市浪速区）

### 店舗数
2022年5月時点で1,564店舗。青森県・岩手県・秋田県・宮崎県・鹿児島県は未出店である。北陸地方（富山県・石川県・福井県）にも出店していたが、現在は閉店し撤退している。
- 北海道地方（北海道31）
- 東北地方（宮城県6、山形県1、福島県3）
- 関東地方（茨城県4、栃木県2、群馬県1、埼玉県42、千葉県30、東京都307、神奈川県76）
- 甲信越地方（新潟県66、山梨県1、長野県1）
- 東海地方（岐阜県12、静岡県38、愛知県115、三重県66）
- 関西地方（滋賀県9、京都府62、大阪府246、兵庫県173、奈良県44、和歌山県31）
- 中国地方（鳥取県12、島根県11、岡山県10、広島県19、山口県13）
- 四国地方（徳島県5、香川県5、愛媛県5、高知県3）
- 九州・沖縄地方（福岡県63、佐賀県2、長崎県23、熊本県15、大分県6、沖縄県5）

## 統合に伴う対応
これまで各社で発行していたポイントカードのうち、「セイジョークラブカード」・「ドラッグセガミ/パワードラッグワンズポイントカード」・「ジップポイントカード」・「スズランポイントカード」（以降、まとめて旧法人名義カードとする）は統合後も引き続き利用可能だが、システム統合の関係で、「ライフォートポイントカード」及び2012年11月にココカラファインのグループ会社となったコダマが発行していた「くすりのコダマ友の会カード」が2013年6月をもって廃止となった。
統合後のポイントカードは「ココカラクラブカード」となっており、廃止に伴う切替の対象でない旧法人名義カードでも「ココカラクラブカード」への切り替えが可能で、旧法人名義カードに保有していたポイントは「ココカラクラブカード」へ全て移行される。「くすりのコダマ」では2013年7月より「ココカラクラブカード」の取扱が開始され、既に当社の系列店舗で新規或いは前述の旧法人名義カードからの切替により「ココカラクラブカード」を所持している場合、同じタイミングで「くすりのコダマ」でも利用可能となった。
併せて、各店ごとにばらつきがあったポイントの基本条件を統一し、税込100円につき1ポイント付与、500ポイントで500円の「お買物値引券」発券となった（旧ライフォート運営店舗、旧スズラン薬局運営店舗はポイント付与単位を税込105円につき1ポイントから税込100円につき1ポイントに引き下げ、旧ジップドラッグ運営店舗は一部の店舗を除き、値引券の発券ポイントを625ポイントから500ポイントに引き下げ、旧セイジョー運営店舗、旧セガミメディクス運営店舗は変更なし）。なお、2013年10月からはこれまでの値引きクーポンに代わり、特定製品の購入により付与されるボーナスポイントを導入している。
さらに、同年9月からは日本国内の実店舗としては初となるVisaプリペイド機能が付加された。この機能は事前にレジにて1,000円以上・1,000円単位で申し出た希望額分のチャージを行い、買い物時に現金の代わりにカードを提示するだけで支払いが完了する。当社の系列店舗やサークルKサンクスの店舗に限り、月間のプリペイド利用金額の0.5%分を当月利用分の翌月10日までにチャージ残高に加算されるキャッシュバック特典も受けられる（キャッシュバック特典はこれまで当社の系列店舗に限定していたが、2015年2月からサークルKサンクスの店舗にも拡大した）。また、ココカラファインのグループ店舗のみならず、国内・海外のVisa加盟店でもプリペイド機能が利用できる（この場合、売上票には「クレジット売上票」と表記される）。2014年9月からはクレディセゾンのクレジットカード（UCカード・セゾンカード）でのクレジットチャージに対応している。
「ココカラクラブカード」は2017年10月1日付でカード券面のデザインが変更され、コーポレートカラーであるコーラルピンク基調となり、ココカラファインのキャラクターである「ココシエル」が新たに描かれた。この日以降に新規入会や前述の旧法人名義カードからの切替の場合は新デザインカードでの発行となるほか、既に「ココカラクラブカード」を保有している場合でも、プリペイド機能の有効期限が2018年内となっている場合はカード切替により新デザインカードの入手が可能である（前述したプリペイド機能には有効期限が設けられているため、有効期限が到来する前に新カードへの切替が必要となる。プリペイド残高とポイントは新カード切替時に全て移行される）。この新デザインカードは、2018年4月19日よりゆうちょ銀行のATMに対応し、ATMからのチャージ及び残高照会の取扱が可能となった。
なお、統合後も引き続き利用が可能だった旧法人名義カード（旧くすりのえびな発行のポイントカードを含む）は今後利用不可となることが2018年2月26日に発表された。旧法人名義カードを保有している場合は、同年9月30日までに「ココカラクラブカード」への切替が必要となる。旧法人名義カードの廃止により、当社のポイントカードは「ココカラクラブカード」に完全統合された。
2018年7月に制度が一部変更され、ポイント付与の単位が税抜100円毎に1ポイント付与となり、店頭での「お買物値引券」の発券を廃止して500ポイント単位で500円分の値引きに変更された（500ポイントに達した次の会計時からポイント利用による値引きが可能となった）。
2021年4月にポイントサービスがマツモトキヨシグループの「現金ポイントカード」に準じた内容に改定され、店頭でのポイント利用が従来の500ポイント単位から200ポイント以上・1ポイント単位に引き下げられたほか、ポイントの有効期限が最長2年間（年度1年間に付与されたポイントは翌々年の3月末日まで有効）に変更（改定に伴う移行措置として、2021年3月末までに付与されたポイントについては、この日までに失効を迎えない場合に限り、2021年度(2021年4月から2022年3月まで)に付与されるポイントと合わせて2023年3月末日まで有効となる）。併せて、特定のキャンペーンやイベントなどで付与される期間限定ポイントも設定された。なお、店舗ごとに開催日が設定されている「ポイント倍デー」については、期間限定ポイントではなく、通常ポイントの扱いで加算されていたが、2022年6月からはポイントアップ分が期間限定ポイントへ移行された（ステージ制開始に伴って、2023年6月以降は「スペシャルステージ」または「ロイヤルステージ」に属する場合は、ポイントの内訳が変動され、2倍分もしくは3倍分が通常ポイントで加算、残りのポイントアップ分が期間限定ポイントとなる）。
同年10月末以降は当店で行っていたサービスが順次縮小されるようになり、Visa加盟店での「ココカラクラブカード」のプリペイド利用と楽天ポイントの取り扱いが同年10月末に、「ココカラ公式アプリ」のサービスである独自ポイント「ファイン」の付与が2023年1月11日に（10,000ファイン以下の未交換分については、同年3月31日までに100ファインにつき1ポイントに変更して自動付与、100ファイン以下は自動で失効）、「ココカラクラブカード」におけるキャッシュバックとプリペイドへのチャージ（入金）が同年1月末に、「ココカラクラブカード」のプリペイド利用が同年4月末に。ポイントの後付けとサークル（マタニティ&ベビー、ペット）が同年5月末に順次終了となった。なお、プリペイド機能の全てのサービスが終了したことより、「ココカラクラブカード」は2023年4月末をもって新規発行が終了となった。すでに保有している場合はポイントカードとして引き続き使用可能である。
一方で、2022年11月1日からは前日まで「ココカラクラブカード」との選択制となっていたdポイントの取り扱いが改定され、「マツモトキヨシ」の場合と同様に、「ココカラポイント」とdポイントの同時付与が可能となった（同時に「ココカラファイン」でのdポイントの付与率が現行の税抜200円毎に1ポイントから税抜100円毎に1ポイントに引き上げられ、「ココカラクラブカード」のポイント付与率と揃えられた）。2023年6月1日付でマツモトキヨシグループ（マツモトキヨシ、どらっぐぱぱす、くすりのラブ、ダルマ薬局、シメノドラッグ等）とポイント制度が統合され、「マツキヨココカラポイント」へ改められた。統合に伴ってマツモトキヨシグループで実施されているステージ制（月間・年間）がココカラファイン店舗にも導入された。ステージ制の開始に先立ち、年間ステージは2022年度（2022年4月1日から2023年3月31日まで）、月間ステージは2023年5月をそれぞれ集計期間として初回ステージが決定され、ステージ制開始日以降に購入されたレシートで初回ステージが確認可能となる。また、2022年2月から開始したポイントカードの相互利用の範囲が拡大され、ポイント付与に加えてポイント利用も可能となった。マツモトキヨシのポイントカード（現金ポイントカード・メンバーズクレジットカード）やマツキヨ公式アプリを保有している場合は店頭やWebサイトでの手続きにより会員情報を統合することも可能である（統合を行うことでマツモトキヨシグループでの保有ポイントや購入金額(月間・年間共)が一つに合算され、統合後の購入金額がステージ制の条件に合致する場合は統合後にステージアップされる。ただし、店舗によってカードと公式アプリを使い分けている場合、統合するとカードが使用不可となるので注意が必要）。